# Afrida mesomelaena
Afrida mesomelaena är en fjärilsart som beskrevs av George Francis Hampson 1914. Afrida mesomelaena ingår i släktet Afrida och familjen trågspinnare. Inga underarter finns listade i Catalogue of Life.